# Demotispa scutellaris
Demotispa scutellaris là một loài bọ cánh cứng trong họ Chrysomelidae. Loài này được Pic mô tả khoa học năm 1926.